# Ludwik Turno

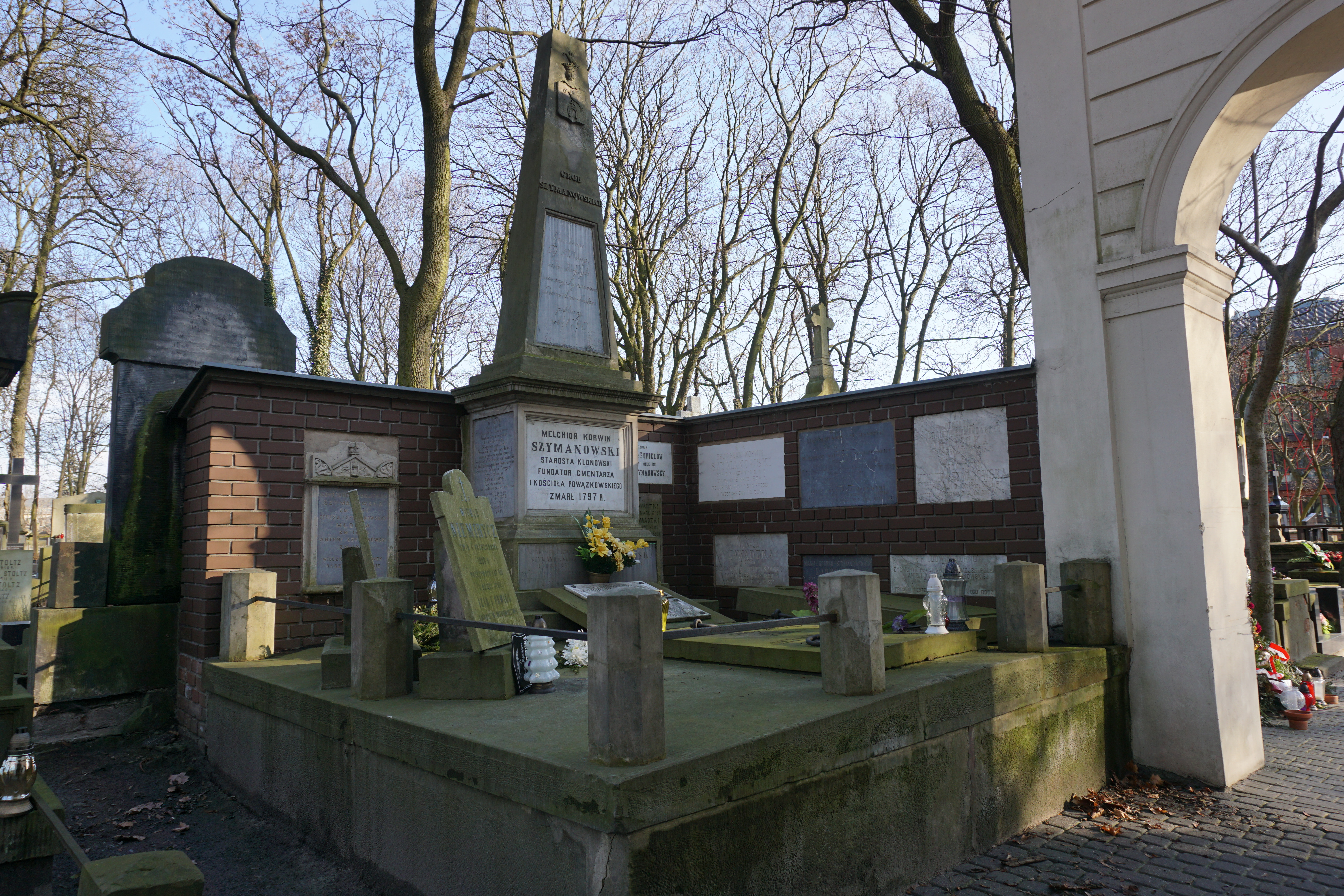
Grób Ludwika Turno na cmentarzu Powązkowskim

Ludwik Turno, właściwie Ludwik Marian Turno, herbu Trzy Kotwice (ur. 25 stycznia 1823 w Strzykułach koło Warszawy, zm. 27 lipca 1899 w Warszawie) – polski geolog, czynny w Orenburgu.

## Życiorys
Był synem Zygmunta Turno i Anieli z Korwin-Szymanowskich. Po Powstaniu Listopadowym zamieszkał wraz z młodszym bratem Gustawem u rodziny w Krakowie. Został zatrudniony jako geolog w Zakładach Górniczych Królestwa Polskiego przy poszukiwaniu kopalin w Górach Świętokrzyskich. W roku 1846 za udział w Powstaniu Krakowskim został aresztowany, deportowany do Warszawy i uwięziony w Cytadeli Warszawskiej.
Został powołany do armii carskiej i odbył pieszo drogę do Orenburga, dokąd przybył w roku 1847.
W roku 1848 zaprzyjaźnił się z zesłanym również do Orenburga Bronisławem Zaleskim. W tym samym roku zachorował na cholerę. Po wyzdrowieniu został członkiem ekspedycji mającej zbadać Morze Aralskie, kierowanej przez admirała Aleksieja Iwanowicza Butakowa. Został jego zastępcą. Od 1851 Turno kierował przez kilka lat wraz z Aleksandrem Iwanowiczem Antipowem poszukiwaniami węgla kamiennego na półwyspie Mangyszłak nad Morzem Kaspijskim. Członkami tej ekspedycji byli też Bronisław Zaleski i Taras Szewczenko.
W roku 1859 opuścił Orenburg i zamieszkał w Warszawie. Nigdy się nie ożenił. Jego najbliższą rodzinę stanowili brat Gustaw Kazimierz Turno z żoną i dziećmi.
Ludwik Turno zmarł w Warszawie i został pochowany w grobowcu Korwin-Szymanowskich, fundatorów gruntów pod cmentarz Powązkowski (kwatera 163-6-6/7/8).